# 黄道光

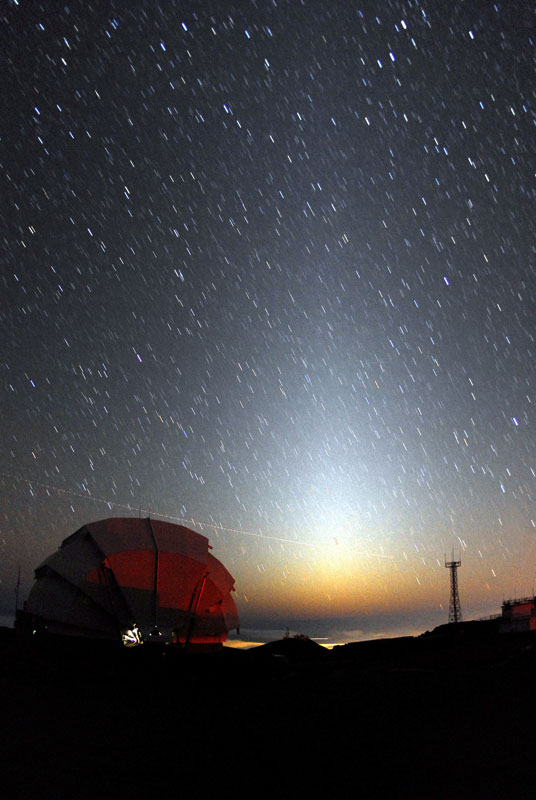
ハレアカラ山頂で撮影された黄道光

黄道光（こうどうこう）とは、天球上の黄道に沿って太陽を中心に帯状に見える淡い光の帯である。
また、黄道上で太陽のちょうど反対の位置付近にも少し明るい部分が存在する。これを対日照と言う。

## 黄道光の正体
黄道光の光は太陽光と同じ連続スペクトルを示す。よってその正体は隕石、火球と同様の物質、すなわち太陽系内部の地球軌道付近に存在する、主としてセンチメートルからマイクロメートルオーダーの惑星間塵である。この非常に多数の塵が太陽光を散乱し、黄道光として観測される。
黄道光を作り出している黄道面内の塵は比較的大きいため、太陽の輻射圧によって地球軌道のはるか外側に追いやられることはない。黄道光が黄道に沿っているのは、これらの塵がアポロ群・アモール群といった地球近傍小惑星の破片や短周期彗星の大きな固形物に由来するためと考えられる。ただし、これらの破片や固形物は、太陽光エネルギーの吸収散乱に基づく重力以外の小さな力によってその公転軌道が次第に小さくなり、おおむね1億年以内に太陽に落下する為、太陽系が出来た当時から同じ塵の粒子によって構成されているわけではない。逆に言うと、黄道光の存在は、彗星や小惑星などの太陽系小天体からその成分が常に供給され続けている事を証明している。
事実、太陽表面から少し離れた所に、かつてより外側の軌道にあった塵が太陽熱に炙られて蒸発しながら輻射圧で吹き飛ばされて形成されたと考えられる「太陽の環」のような天体も発見されている。よって、黄道光の正確な年齢を推定する研究は現在でも興味深いテーマの一つと言える。

## 観測

### 時期・日時
黄道光は天の川より淡い為、夜間の非常に暗い所でしか見えない。明るさの分布は太陽に近い部分がより明るい。そのため日が暮れた後の西の地平線から天頂に向かって、大きく細長い釣鐘状の光の帯として肉眼で見る機会がある。
または明け方まだ薄明が始まらない頃、東の地平線から同じく天頂に向かって、同様の光の帯として見る機会もある。天頂の方が空の透明度が良く、黄道の夏至点近くが北半球では高い空に見える為、黄道光には特に見やすいシーズンがある。天候の安定した日本の太平洋側では、夕方の黄道光は1月から3月の厳冬期に見やすい。明け方の黄道光は澄んだ空となる秋の9月から11月に見やすい。空の条件が極めて良い日本国外の未開拓地では、黄道に沿った黄道光の一周全体を見ることができる。
黄道光の太陽に近い部分は太陽の光が眩し過ぎて直接目では観測できないが、コロナグラフ等で観測すると黄道光が太陽の外部コロナとつながっている事が判る。

### 場所
黄道光は、空の条件が良ければ基本的に肉眼で充分見える自然現象である。しかし、東京などの大都市およびその近郊では光害のために見ることは出来ない。
村山定男によると、太平洋戦争直後は米軍による空襲を受けた焼け野原の東京都心で、台東区上野公園内にある国立科学博物館屋上から黄道光は明確に見えたと言う。少なくとも1970年代には同じ場所から黄道光は見えなくなっている。